# NGC 246
NGC 246, également connue sous les noms de nébuleuse du Crâne et Caldwell 56, est une nébuleuse planétaire située à environ 1 600 années-lumière de la Terre dans la constellation de la Baleine. À cette distance, l'envergure de NGC 246 est d'environ 2,1 années-lumière.
On retrouve en son centre la naine blanche HIP 3678 qui fait partie d'une système stellaire triple.
L'étoile centrale triple est également référencée dans le Washington Double Star Catalog avec les deux couples CUD1AB et ADA1AC. Le compagnon A (HIP3678A) a une magnitude de 11.82. Le compagnon B (HIP3678B) a une magnitude de 14.39. Le troisième compagnon (HIP3678C) a une magnitude de 19. Les compagnons A et B sont séparés de 3.867" arc de seconde. A et C sont séparés d'une seconde d'arc seulement.  A et B son observable et résolus dans un télescope d'amateur à fort grossissement.
D'après les données du catalogue Gaia DR3, la parallaxe de l'étoile centrale (source 2376592910265354368)  est de 1,799 3 ± 0,078 6 mas. Ce qui équivaut à une distance de 555,77 ± 48,65 pc (∼1 810 al).

## Galerie

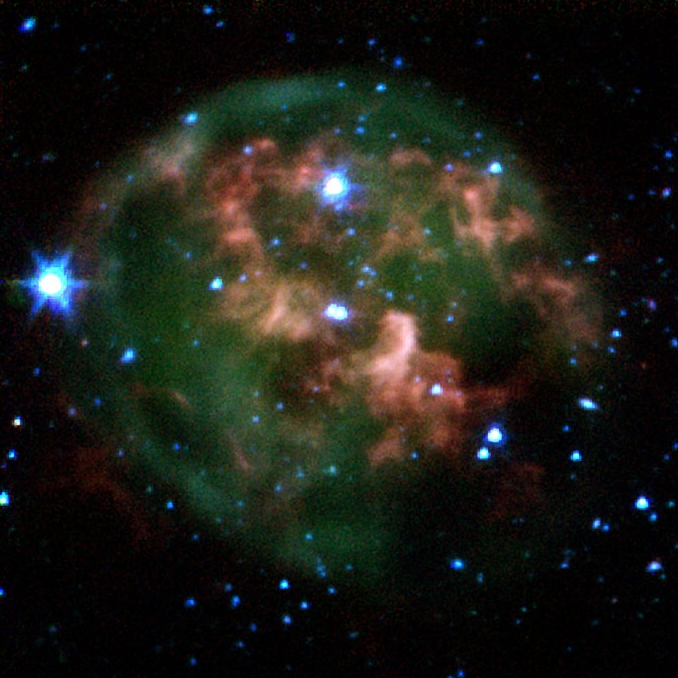
NGC 246 en infrarouges prise par le télescope spatial Spitzer.
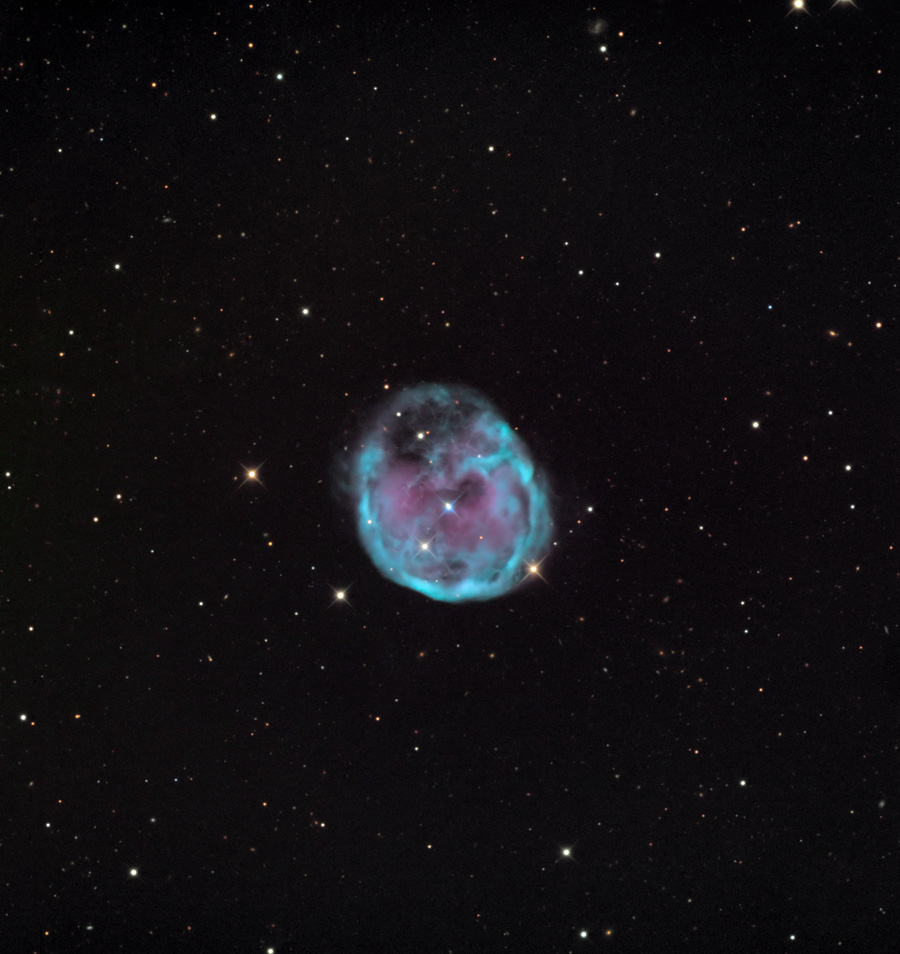
NGC 246 (en) « par Adam Block/Mount Lemmon SkyCenter/University of Arizona »